# Olympische Sommerspiele 2012/Leichtathletik – 4 × 100 m (Frauen)

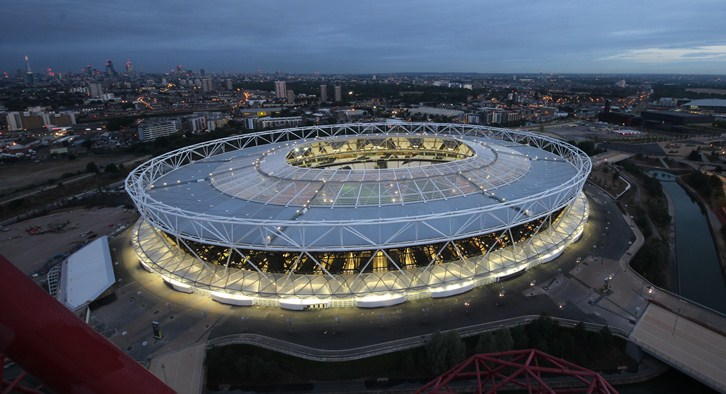
Das Olympiastadion von London im Jahr 2015

Die 4-mal-100-Meter-Staffel der Frauen bei den Olympischen Spielen 2012 in London wurde am 9. und 10. August 2012 im Olympiastadion London ausgetragen. In sechzehn Staffeln nahmen 68 Athletinnen teil.
Olympiasieger wurde die Staffel der USA in der Besetzung Tianna Madison, Allyson Felix (Finale), Bianca Knight und Carmelita Jeter (Finale), im Vorlauf außerdem: Jeneba Tarmoh und Lauryn Williams. Im Finale erzielte das Team einen neuen Weltrekord.
Silber ging an Jamaika mit Shelly-Ann Fraser-Pryce (Finale), Sherone Simpson, Veronica Campbell-Brown (Finale) und Kerron Stewart, im Vorlauf außerdem: Samantha Henry-Robinson und Schillonie Calvert.
Die Ukraine gewann Bronze mit Olessja Powch, Chrystyna Stuj, Marija Rjemjen und Jelysaweta Bryshina.
Auch die im Vorlauf für die Medaillengewinnerinnen eingesetzten Läuferinnen aus den Vereinigten Staaten und Jamaika erhielten entsprechendes Edelmetall. Rekorde dagegen gehörten alleine den Finalistinnen.
Die Staffel Deutschlands qualifizierte sich für das Finale und belegte Rang fünf.

Die Staffel der Schweiz schied in der Vorrunde aus.

Staffeln aus Österreich und Liechtenstein nahmen nicht teil.

## Aktuelle Titelträgerinnen
| Olympiasiegerinnen                      | Belgien             | 42,54 s | Peking 2008       |
| Weltmeisterinnen                        | USA                 | 41,70 s | Daegu 2011        |
| Europameisterinnen                      | Deutschland         | 42,51 s | Helsinki 2012     |
| Zentralamerika und Karibik-Meisterinnen | Trinidad und Tobago | 43,47 s | Mayagüez 2011     |
| Südamerika-Meisterinnen                 | Kolumbien           | 44,11 s | Buenos Aires 2011 |
| Asienmeisterinnen                       | Japan               | 44,05 s | Kōbe 2011         |
| Afrikameisterinnen                      | Nigeria             | 43,21 s | Porto-Novo 2012   |
| Ozeanienmeisterinnen                    | Fidschi             | 49,72 s | Cairns 2012       |

## Rekorde

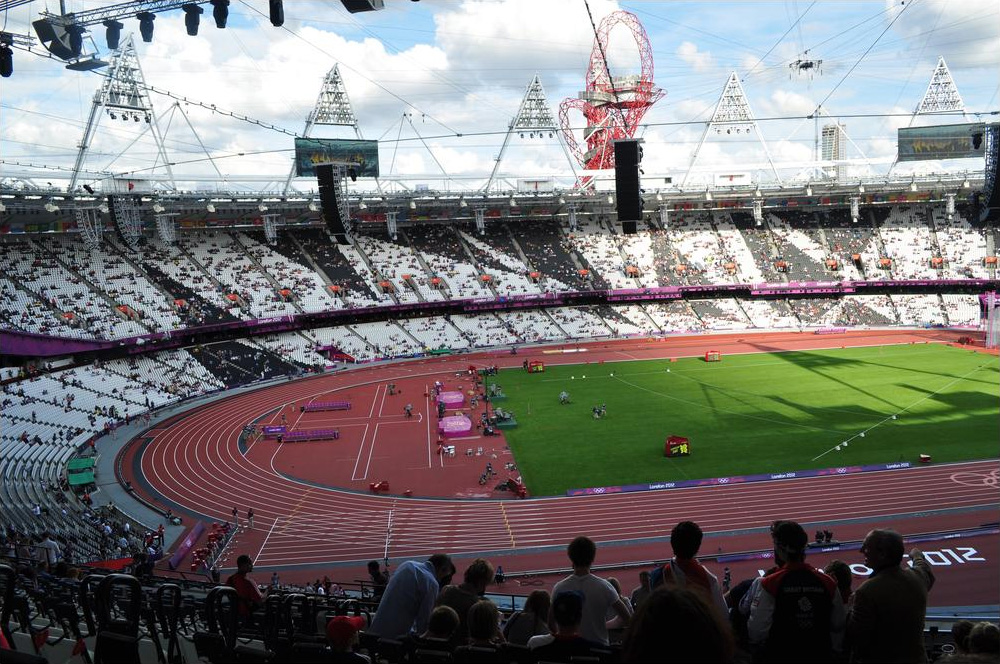
Das Olympiastadion während der Spiele

### Bestehende Rekorde
| Weltrekord         | DDR Silke Gladisch, Sabine Rieger, Ingrid Auerswald, Marlies Göhr | 41,37 s | Canberra, Australien                           | 6. Oktober 1985 |
| Olympischer Rekord | DDR Romy Müller, Bärbel Wöckel, Ingrid Auerswald, Marlies Göhr    | 41,60 s | Finale OS Moskau, Sowjetunion (heute Russland) | 1. August 1980  |

### Rekordverbesserungen
In diesem Wettbewerb wurde der seit 1985 bestehende Weltrekord und damit auch der seit 1980 bestehende olympische verbessert. Außerdem gab es einen Kontinentalrekord und es wurden drei Landesrekorde neu aufgestellt.
- Weltrekord, gleichzeitig Olympiarekord:
  - 40,82 s – USA (Tianna Madison, Allyson Felix, Bianca Knight, Carmelita Jeter), Finale am 10. August
- Kontinentalrekord:
  - 42,55 s (Südamerikarekord) – Brasilien (Ana Cláudia Silva, Franciela Krasucki, Evelyn dos Santos, Rosângela Santos), erster Vorlauf am 9. August
- Landesrekorde:
  - 42,45 s – Niederlande (Kadene Vassell, Dafne Schippers, Eva Lubbers, Jamile Samuel), erster Vorlauf am 9. August
  - 41,41 s – Jamaika (Shelly-Ann Fraser-Pryce, Sherone Simpson, Veronica Campbell-Brown, Kerron Stewart), Finale am 10. August
  - 42,04 s – Ukraine (Olessja Powch, Chrystyna Stuj, Marija Rjemjen, Jelysaweta Bryshina), Finale am 10. August

Anmerkung:
Alle Zeiten in diesem Beitrag sind nach Ortszeit London (UTC±0) angegeben.

## Doping
Die Staffel aus Trinidad und Tobago, die im Finale nicht das Ziel erreicht hatte, wurde disqualifiziert, weil mit Semoy Hackett eine der Läuferinnen dieses Teams zusammen mit einer Landsfrau am 9. Juni 2012 positiv getestet worden war. Hacketts hier in London erzielten Resultate wurden annulliert. Davon waren auch das Rennen über 100 Meter, in dem sie im Halbfinale ausgeschieden war, sowie über 200 Meter, in dem sie zunächst Rang acht belegt hatte, betroffen. Darüber hinaus erhielt Hackett eine Sperre über zwei Jahre und vier Monate vom 1. Januar 2013 bis 30. April 2015.
Benachteiligt wurde eine Staffel, der die ihr zustehende Teilnahme am Finale genommen wurde, wobei nicht eindeutig war, welche Mannschaft anstelle von Trinidad und Tobago dort hätte starten können. Dafür gab es zwei Anwärterteams, deren Zeit mit 43,07 s bis auf die Hundertstelsekunde identisch war. Hier wäre die Entscheidung über die Finalteilnahme mittels der Zeitregel im Tausendstelsekundenbereich gefallen:
- Bahamas (Sheniqua Ferguson, Chandra Sturrup, Christine Amertil, Anthonique Strachan), erster Vorlauf oder
- Polen (Marika Popowicz, Daria Korczyńska, Marta Jeschke, Ewelina Ptak), zweiter Vorlauf

## Vorläufe
Es wurden zwei Vorläufe durchgeführt. Für das Finale qualifizierten sich pro Lauf die ersten drei Staffeln (hellblau unterlegt). Darüber hinaus kamen die zwei Zeitschnellsten, die sogenannten Lucky Loser (hellgrün unterlegt), weiter.

### Vorlauf 1
9. August 2012, 20:20 Uhr
| Platz | Nation              | Besetzung                                                                      | Zeit (s) | Anmerkung                                                          |
| ----- | ------------------- | ------------------------------------------------------------------------------ | -------- | ------------------------------------------------------------------ |
| 1     | USA                 | Tianna Madison Jeneba Tarmoh (Vorlauf) Bianca Knight Lauryn Williams (Vorlauf) | 41,64    |                                                                    |
| 2     | Niederlande         | Kadene Vassell Dafne Schippers Eva Lubbers Jamile Samuel                       | 42,45    | NR                                                                 |
| 3     | Brasilien           | Ana Cláudia Silva Franciela Krasucki Evelyn dos Santos Rosângela Santos        | 42,55    | SA                                                                 |
| 4     | Nigeria             | Christy Udoh Gloria Asumnu Oludamola Osayomi Blessing Okagbare                 | 42,74    |                                                                    |
| 5     | Bahamas             | Sheniqua Ferguson Chandra Sturrup Christine Amertil Anthonique Strachan        | 43,07    | evtl. anstelle von Trinidad und Tobago für das Finale qualifiziert |
| 6     | Schweiz             | Michelle Cueni Mujinga Kambundji Ellen Sprunger Léa Sprunger                   | 43,54    |                                                                    |
| 7     | Japan               | Anna Doi Kana Ichikawa Chisato Fukushima Yumeka Sano                           | 44,25    |                                                                    |
| DOP   | Trinidad und Tobago | Michelle-Lee Ahye Kelly-Ann Baptiste Kai Selvon Semoy Hackett                  | 42,31    | [ 2 ]                                                              |

### Vorlauf 2
9. August 2012, 20:28 Uhr
| Platz | Nation      | Besetzung                                                                                     | Zeit (s) | Anmerkung                                                          |
| ----- | ----------- | --------------------------------------------------------------------------------------------- | -------- | ------------------------------------------------------------------ |
| 1     | Ukraine     | Olessja Powch Chrystyna Stuj Marija Rjemjen Jelysaweta Bryshina                               | 42,36    |                                                                    |
| 2     | Jamaika     | Samantha Henry-Robinson (Vorlauf) Sherone Simpson Schillonie Calvert (Vorlauf) Kerron Stewart | 42,37    |                                                                    |
| 3     | Deutschland | Leena Günther Anne Cibis Tatjana Pinto Verena Sailer                                          | 42,69    |                                                                    |
| 4     | Polen       | Marika Popowicz Daria Korczyńska Marta Jeschke Ewelina Ptak                                   | 43,07    | evtl. anstelle von Trinidad und Tobago für das Finale qualifiziert |
| 5     | Kolumbien   | Yomara Hinestroza Norma González Darlenys Obregón Eliecith Palacios                           | 43,21    |                                                                    |
| 6     | Russland    | Olga Belkina Natalja Russakowa Jelisaweta Sawlinis Alexandra Fedoriwa                         | 43,24    |                                                                    |
| 7     | Belarus     | Alina Talaj Kazjaryna Hantschar Alena Neumjarschyzkaja Julija Balykina                        | 43,90    |                                                                    |
| DSQ   | Frankreich  | Myriam Soumaré Ayodelé Ikuesan Lina Jacques-Sébastien Johanna Danois                          |          | Weltleichtathletikverband Regel 170.7, Wechselfehler               |

## Finale
10. August 2012, 20:40 Uhr
| Platz | Nation              | Besetzung | Zeit (s) | Anmerkung |
| ----- | ------------------- | --- | -------- | --------- |
| 1     | USA                 | Tianna Madison Allyson Felix (Finale) Bianca Knight Carmelita Jeter (Finale) im Vorlauf außerdem: Jeneba Tarmoh Lauryn Williams                                  | 40,82    | WR        |
| 2     | Jamaika             | Shelly-Ann Fraser-Pryce (Finale) Sherone Simpson Veronica Campbell-Brown (Finale) Kerron Stewart im Vorlauf außerdem: Samantha Henry-Robinson Schillonie Calvert | 41,41    | NR        |
| 3     | Ukraine             | Olessja Powch Chrystyna Stuj Marija Rjemjen Jelysaweta Bryshina                                                                                                  | 42,04    | NR        |
| 4     | Nigeria             | Christy Udoh Gloria Asumnu Oludamola Osayomi Blessing Okagbare                                                                                                   | 42,64    |           |
| 5     | Deutschland         | Leena Günther Anne Cibis Tatjana Pinto Verena Sailer | 42,67    |           |
| 6     | Niederlande         | Kadene Vassell Dafne Schippers Eva Lubbers Jamile Samuel | 42,70    |           |
| 7     | Brasilien           | Ana Cláudia Silva Franciela Krasucki Evelyn dos Santos Rosângela Santos                                                                                          | 42,91    |           |
| DOP   | Trinidad und Tobago | Michelle-Lee Ahye Kelly-Ann Baptiste Kai Selvon Semoy Hackett | DNF      | [ 2 ]     |

Als Favoritinnen galten die USA und Jamaika, wobei dem US-Team leichte Vorteile eingeräumt wurden.
Für das Finale gab es folgende Besetzungsänderungen:
- USA – Allyson Felix lief für Jeneba Tarmoh, Carmelita Jeter anstelle von Lauryn Williams.
- Jamaika – Shelly-Ann Fraser-Pryce ersetzte Samantha Henry-Robinson, Veronica Campbell-Brown wurde anstelle von Schillonie Calvert eingesetzt.

Die Startläuferin Jamaikas, 100-Meter-Olympiasiegerin Shelly-Ann Fraser-Pryce – auf Bahn 6 laufend – konnte einen kleinen Teil der Kurvenvorgabe ihrer Konkurrentin Tianna Madison aus den Vereinigten Staaten, die auf Bahn 7 gestartet war, ausgleichen. Doch auf der Gegengeraden lief US-Sprinterin Allyson Felix so stark, dass ihr Team nun vorne lag. In der zweiten Kurve brachte Veronica Campbell-Brown Jamaika noch einmal ein wenig heran, doch hatte die Schlussläuferin der USA Carmelita Jeter immer noch einen Vorsprung von zwei Metern. Jeter spurtete ins Ziel, die US-Staffel erzielte mit 40,82 s als erste Mannschaft überhaupt eine Zeit unter 41 Sekunden. Damit war der Weltrekord der DDR-Staffel nach 27 Jahren gebrochen. Silber ging an Jamaika, deren Zeit nur um vier Hundertstelsekunden langsamer als der bis dahin gültige Weltrekord war. Die Bronzemedaille gewannen die Läuferinnen aus der Ukraine.
Im zwanzigsten olympischen Finale gewannen die US-Athletinnen die zehnte Goldmedaille für ihr Land.
Für die Ukraine war es der erste Medaillengewinn in der 4-mal-100-Meter-Staffel.

## Videolinks
- Women's 4 x 100m Relay Round 1 - London 2012 Olympics, youtube.com, abgerufen am 17. April 2022
- USA Break Women's 4 × 100m Relay World Record - London 2012 Olympics, youtube.com, abgerufen am 17. April 2022